# Liga Independiente de Fútbol

La Liga Independiente de Fútbol (LIF) es una liga regional de fútbol de la República Argentina. En ella participan clubes situados en los departamentos Río Segundo, Tercero Arriba y Santa María.
Fundada el 3 de marzo de 1955 por el Sr. Juan Enrique Verdichio, oriundo de Laguna Larga. Sus colores institucional son el verde y el blanco (homenaje a la bandera de la localidad de su fundador).
Su Sede Social se encuentra ubicada en la ciudad de Oncativo, Provincia de Córdoba. 
A nivel nacional está dentro de la Asociación del Fútbol Argentino (AFA),y al igual que las demás ligas del interior del país que dependen del Consejo Federal de la AFA, el campeonato se ubica por debajo de la 4.ª categoría (clubes indirectamente afiliados a la AFA), más específicamente debajo del Torneo Regional Federal Amateur.
Actualmente participan 21 equipos en una sola división que la conforman, y cada final de campeonato, se otorgan 2 plazas para la participación en el Torneo Regional Federal Amateur.
También cuenta con la disputa de Torneos oficiales de fútbol: Infantil, Femenino, Seniors y Maxi-Senior.

## Historia

### Fundación (1955)

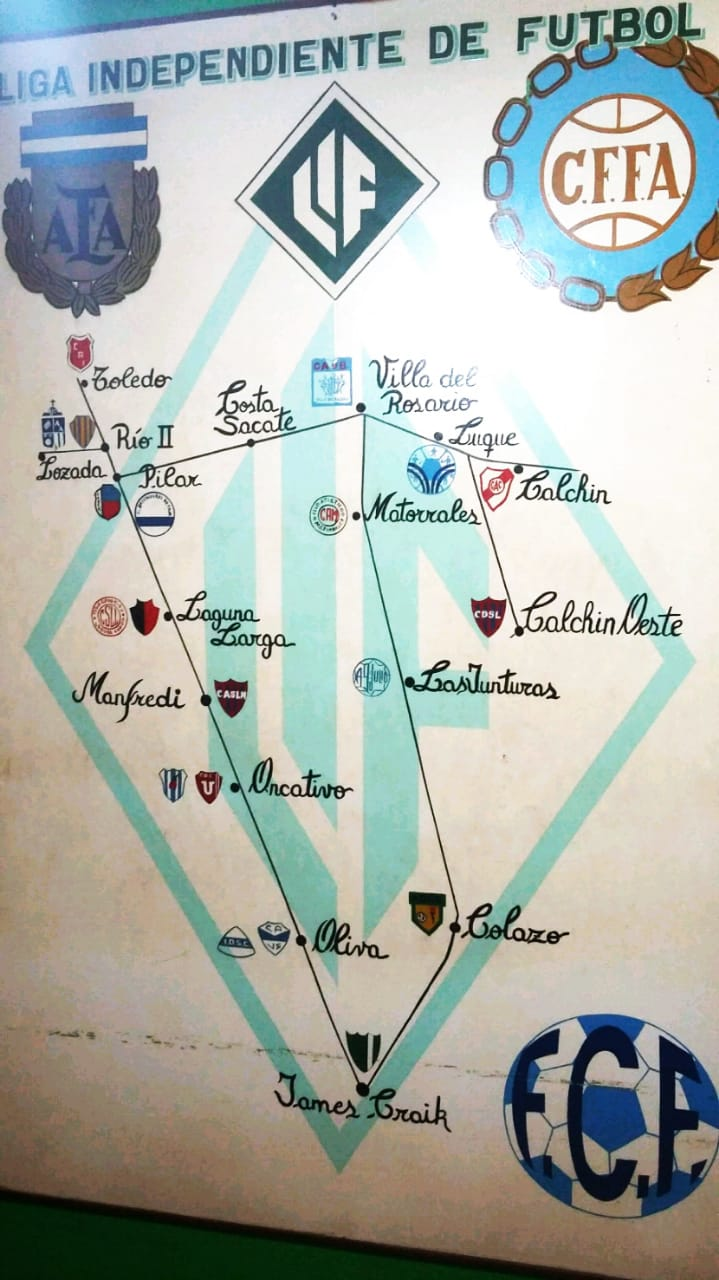
Escudo.

Un día domingo, durante un partido amistoso que se disputaba en Laguna Larga, se enfrentó el Club Atlético y Biblioteca Newell's Old Boys contra un equipo de Córdoba capital. En el encuentro sucedieron grandes disturbios y el equipo cordobés se retiró de la cancha. Entonces, don Juan Enrique Verdichio, pensó que ya no se podía seguir jugando como hasta entonces y dijo "Hay que formar una liga". El Sr. Pedro Príncipe, por entonces presidente del club Newell's Old Boys, le dio vía libre para convocar a otros clubes y comenzar a dar forma al proyecto. La idea se fue propagando rápidamente, y un sábado, se reunieron en las instalaciones del Centro Artístico Musical de Laguna Larga dos veces. Una vez efectuada la votación sobre cual sería la sede de la nueva liga, ganó por mayoría la ciudad de Oncativo, por tener ésta mayor cantidad de instituciones deportivas.
Finalmente, la convocatoria fue el 26 de febrero y el 3 de marzo de 1955, se funda la Liga Independiente de Fútbol. Las primeras reuniones de aquella institución, se llevaron a cabo en la sede del Club Atlético Oncativo, y el día 5 de junio de 1955, se comenzaron a jugar los primeros partidos oficiales.

### Primera Conducción (1955)
- Presidente: Alfredo Arocena

- Secretario: Raúl Colazo

- Vocales:

```
*- Esteban Taborda.
*- Juan Verdicchio.
*- Tito Leon.
*- José Delfino.
*- Arquímedes Borgata.
*- Edmond Jaluf.
*- Antonio Maglione.
*- José A. Díaz.
*- Agustín Ahumada.
```

### Presidentes
El presidente representa legalmente a la LIF. Tiene como atribuciones: ejecutar las decisiones de la Asamblea y del Comité Ejecutivo a través de la secretaría general, velar por el funcionamiento de los órganos internos, supervisar el trabajo de la Dirección General Ejecutiva, las relaciones con los miembros, presidir la Asamblea y el Comité Ejecutivo, y hacer acuerdos. 
En caso de vacante, lo reemplaza el vicepresidente primero.
Las elecciones de los miembros del Comité Ejecutivo se celebran por listas de candidatos integradas por al menos una mujer, un presidente, tres vicepresidentes, once integrantes y ocho suplentes. Para ser electo se requiere más del 50% de los votos válidos emitidos por la Asamblea o mayoría simple entre las dos listas más votadas.
El mandato dura cuatro años con posibilidad de dos reelecciones directas, asumiendo el mismo día en que son elegidos.
Listado histórico
| N.° | Presidente        | Mandato     |
| --- | ----------------- | ----------- |
| 1.º | Alfredo Arocena   | 1955 - 1962 |
| 2.º | Basilio Guaita    | 1962 - 1968 |
| 3.º | Nicolás Ludueña   | 1968 - 1977 |
| 4.º | Hugo Rossi        | 1977 - 1978 |
| 5.º | Basilio Guaita    | 1978 - 1985 |
| 6.º | Roberto J. Inaudi | 1985 - 1988 |
| 7.º | Luis A. Sopranzi  | 1988 - 2002 |
| 8.º | Víctor A. Navello | 2006 -      |

## Los torneos
Hasta el año 2000 los torneos eran largos a un solo campeón. Luego se optó por dos torneos anuales (Apertura - Clausura).
Es por ello que hoy en día los 20 equipos juegan dos torneos por temporada a una sola vuelta. De manera que existen dos campeones por temporada.
- El Apertura (generalmente entre los meses de febrero y junio).
- El Clausura (entre agosto y diciembre).
Cada torneo empieza con la primera fase dividido en dos zonas ("A" y "B") integrada por los 20 equipos elegidos aleatoriamente, pero con el detalle de alojar a su clásico rival (Derby) en el grupo opuesto. En consecuencia se disputa en fecha especial los cruce zonales ("Fecha de Clásicos"). 
Los 4 equipos mejor posicionados en cada una de las zonas jugarán los octavos de final formándose en 4 llaves de dos equipos cada uno, quienes disputarán partidos de ida y vuelta. Los cuatro equipos clasificados en cuartos de final jugarán las semifinales, en partidos de ida y vuelta, formándose dos llaves de dos equipos cada uno, quienes disputarán partidos de ida y vuelta. Los dos clubes ganadores de la etapa semifinal jugarán entre sí dos partidos de ida y vuelta por el título de campeón del torneo apertura o clausura de la Liga Independiente de Fútbol.

## Clubes participantes
| Equipo                                                 | Ciudad            | Estadio | Torneos Ganados | Año Fundación |
| ------------------------------------------------------ | ----------------- | ------- | --------------- | ------------- |
| Club Atlético Calchín                                  | Calchín           | S/D     | 3               | 03/01/1930    |
| Asociación Deportiva y Cultural Colazo                 | Colazo            | S/D     | 3               | 10/10/1981    |
| Club Atlético Sportivo Costa Sacate                    | Costa Sacate      | S/D     | -               | 15/03/1948    |
| Club Deportivo y Cultural Defensores de James Craik    | James Craik       | S/D     | 3               | 15/02/1973    |
| Club Atlético y Biblioteca Newell's Old Boys           | Laguna Larga      | S/D     | 12              | 01/01/1949    |
| Club Sportivo Laguna Larga                             | Laguna Larga      | S/D     | 7               | 01/05/1930    |
| Club Atlético 9 de Julio                               | Las Junturas      | S/D     | 4               | 12/05/1932    |
| Club Sportivo Unión                                    | Lozada            | S/D     | -               | 15/05/1938    |
| Asociación Deportiva y Cultural Luque S. y M.          | Luque             | S/D     | 2               | 05/02/1973    |
| Club Deportivo San Lorenzo                             | Manfredi          | S/D     | 1               | 10/10/1944    |
| Club Atlético Matorrales                               | Matorrales        | S/D     | 1               | 24/06/1926    |
| Club Atlético Vélez Sarsfield Mutual Social y Cultural | Oliva             | S/D     | 14              | 06/12/1936    |
| Club Independiente Deportivo Social Club               | Oliva             | S/D     | 7               | 14/04/1921    |
| Club Atlético Flor de Ceibo                            | Oncativo          | S/D     | 10              | 09/06/1948    |
| Club Deportivo y Cultural Unión                        | Oncativo          | S/D     | 10              | 27/09/1970    |
| Club Defensores de Pilar                               | Pilar             | S/D     | 2               | 11/02/1945    |
| Club Atlético y Deportivo Central Cordoba              | Pilar (Córdoba)   | S/D     | -               | 04/06/1973    |
| Club Atlético Juventud Unida de Rincón                 | Rincón            | S/D     | -               | --/--/----    |
| Club Atlético Central Río Segundo                      | Río Segundo       | S/D     | 5               | 11/06/1943    |
| Asociación Juventud Católica                           | Río Segundo       | S/D     | 2               | 18/01/1983    |
| Club Atlético Independiente de Toledo                  | Toledo            | S/D     | 1               | 05/01/1962    |
| Club Atlético y Biblioteca Villa Del Rosario           | Villa del Rosario | S/D     | 1               | 23/11/1973    |

## Clubes exintegrantes
- Club Deportivo Alianza (21/01/1968)-Formado por los 3 Clubes siguientes :

- Club Deportivo Juan B. Romero (22/04/1942). Oncativo.

- Club Atlético Juventud Unida (17/07/1925). Oncativo.

- Club Atlético Porvenir (03/02/1947). Oncativo.

- Club Atlético Presidente Roca. Oncativo.

- Club Atlético y Biblioteca Oncativo. Oncativo.

- Club Atlético Nacional (10/04/1920). Oliva.

- Club Deportivo San Lorenzo (17/09/1959). Calchín Oeste.

- Club Sociedad Italiana (28/03/1926). Villa del Rosario.

## Campeonatos

### Finales ganadas
| Equipo                                 | Ciudad            | Títulos | Año Campeón                                                                           |
| -------------------------------------- | ----------------- | ------- | ------------------------------------------------------------------------------------- |
| Velez Sarsfield                        | Oliva             | 14      | 1960, 1961, 1962, 1963, 1970, 1980, 1986, 1988, 1997, A2002, A2010, C2012,A2021,A2023 |
| Newell's Old Boys                      | Laguna Larga      | 12      | A2001, C2001, A2003, A2004, C2004, A2005, A2006, A2011, C2016, C2017, C2024, A2025    |
| Unión                                  | Oncativo          | 11      | 1971, 1978, 1989, 1990, 2000, A2007, C2007, C2008, A2018, C2019, A2022                |
| Flor de Ceibo                          | Oncativo          | 10      | 1955, 1958, 1968, 1972, 1975, 1979, 1991, 1999, C2010, A2016                          |
| Independiente de Oliva                 | Oliva             | 7       | 1965, 1976, 1987, 1992, 1994, C2008, C2015                                            |
| Sportivo                               | Laguna Larga      | 7       | 1982, 1983,1984 C2003, C2005, C2009, C2021                                            |
| Central                                | Río Segundo       | 7       | 1956, 1974, 1977, 1993, 1995                                                          |
| Atlético Oncativo                      | Oncativo          | 3       | 1964, 1966, 1969                                                                      |
| 9 de Julio                             | Las Junturas      | 4       | 1959, 1967, 1996,A2024                                                                |
| Asociación Deportiva y Cultural Colazo | Colazo            | 3       | A2013, C2013, A2014                                                                   |
| Defensores de James Craik              | James Craik       | 3       | 1973, C2002, C2006                                                                    |
| Club Atlético Calchín                  | Calchín           | 3       | A2009 C2014 A2015                                                                     |
| Asociación Luque                       | Luque             | 2       | C2022, C2023                                                                          |
| Juventud Católica                      | Río Segundo       | 2       | 1985, 1998                                                                            |
| Defensores de Pilar                    | Pilar             | 2       | 1981, A2019                                                                           |
| Polideportivo Villa del Rosario        | Villa del Rosario | 1       | A2017                                                                                 |
| Presidente Roca                        | Oncativo          | 1       | 1957                                                                                  |
| San Lorenzo                            | Manfredi          | 1       | C2011                                                                                 |
| Club Atlético Matorrales               | Matorrales        | 1       | A2012                                                                                 |
| Independiente de Toledo                | Toledo            | 1       | C2018                                                                                 |

### Ciudades según número de campeonatos
| Ciudad            | Títulos |
| ----------------- | ------- |
| Oncativo          | 24      |
| Oliva             | 21      |
| Laguna Larga      | 19      |
| Río Segundo       | 9       |
| Calchin           | 3       |
| Colazo            | 3       |
| James Craik       | 3       |
| Luque             | 2       |
| Pilar             | 2       |
| Villa del Rosario | 1       |
| Manfredi          | 1       |
| Toledo            | 1       |
| Las Junturas      | 4       |